# Rugby Rovigo Delta 2011-2012

## Eccellenza 2011-12

### Stagione regolare
| Incontro               | Andata | Ritorno |
| ---------------------- | ------ | ------- |
| Reggio Emilia — Rovigo | 11-22  | 3-23    |
| Rovigo — Mogliano      | 9-9    | 19-26   |
| San Gregorio — Rovigo  | 23-17  | 5-39    |
| Rovigo — S.S. Lazio    | 38-10  | 27-21   |
| Rovigo — Crociati      | 40-7   | 22-16   |
| Calvisano — Rovigo     | 14-20  | 3-44    |
| Rovigo — I Cavalieri   | 20-23  | 23-27   |
| L’Aquila — Rovigo      | 8-27   | 25-32   |
| Rovigo — Petrarca      | 5-21   | 16-16   |

#### Risultati della stagione regolare
| Posizione | G  | V  | N | P | PF  | PS  | DP   | B | Pt |
| --------- | -- | -- | - | - | --- | --- | ---- | - | -- |
| 4ª        | 18 | 11 | 2 | 5 | 443 | 268 | +175 | 9 | 57 |

### Fase finale
| Turno | Incontro           | Andata | Ritorno |
| ----- | ------------------ | ------ | ------- |
| SF    | Rovigo — Calvisano | 14-8   | 9-16    |

## European Challenge Cup 2011-12

### Prima fase
| Incontro                 | Andata | Ritorno |
| ------------------------ | ------ | ------- |
| Rovigo — Bayonne         | 10-43  | 6-92    |
| London Wasps — Rovigo    | 38-7   | 32-11   |
| Rovigo — Bordeaux Bègles | 7-31   | 10-15   |

#### Risultati della prima fase
| Posizione | G | V | N | P | PF | PS  | DP   | B | Pt |
| --------- | - | - | - | - | -- | --- | ---- | - | -- |
| 4ª        | 6 | 0 | 0 | 6 | 51 | 251 | -200 | 1 | 1  |

## Verdetti
- Rovigo qualificato alla European Challenge Cup 2012-13.